# Glacier Peak (Neuseeland)
Der Glacier Peak ist ein 3002 m hoher Gipfel in den Neuseeländischen Alpen auf der Südinsel Neuseelands.

## Geschichte
Der Gipfel tauchte ursprünglich 1884 unter dem Namen Kant auf einer Karte von Robert Lendlmayer von Lendenfeld auf, jedoch bereits 1891 unter der heutigen Bezeichnung auf einer Karte von Malcolm Ross.
Die Erstbesteigung gelang am Morgen des 27. Januar 1907 den Bergsteigern Ebenezer Teichelmann, Alexander Graham und Henry Edward Newton von Westen her über die nördliche Schulter.

## Geographie
Er liegt weniger als einen Kilometer nordöstlich des 3077 m hohen Douglas Peak, der wiederum nur etwa einen Kilometer nördlich des 3070 m hohen Mount Haidinger liegt. Der nächste Dreitausender nördlich des Glacier Peak sind die 3040 m hohen Minarets mehrere Kilometer Richtung Nordosten. In der Südostflanke liegt der zum Tasman-Gletscher führende Forrest-Ross-Gletscher, in der Nordwestflanke der Explorer-Gletscher, der zum Fox-Gletscher führt.

## Geologie
Das Gestein besteht hauptsächlich aus Varianten des Sedimentgesteins von Sandstein, Schluffstein und Mudstone, etwa 201 bis 253 Millionen Jahre alt.